# Tony Mulvihill
Pour les articles homonymes, voir Mulvihill.
James Anthony " Tony " Mulvihill, né le 27 avril 1917 à North Ryde et mort le 10 décembre 2000 à Katoomba, est un homme politique australien.

## Biographie
James Anthony Mulvihill naît le 27 avril 1917 à North Ryde. Il étudie à St Mary's School à Concord et à De La Salle College Ashfield (en). En 1935 il est employé des chemins de fer. Il est fonctionnaire de l'Australian Railways Union, puis secrétaire adjoint du Parti travailliste de la Nouvelle-Galles du Sud de 1957 à 1965. En 1964, il est élu au Sénat australien en tant que sénateur travailliste pour la Nouvelle-Galles du Sud. Il reste au Sénat jusqu'à sa retraite en 1983. Mulvihill meurt en 2000. 